# Christian M'Billi-Assomo
Christian M'Billi-Assomo (* 26. April 1995 in Yaoundé, Kamerun) ist ein französischer Profiboxer kamerunischer Herkunft und aktueller WBC-Interimsweltmeister im Supermittelgewicht. Er wird vom unabhängigen Ring Magazine auf Platz 2 der Weltrangliste hinter Saúl Álvarez geführt (Stand: Juli 2025). Als Amateur war er unter anderem Teilnehmer der Olympischen Sommerspiele 2016.

## Amateurkarriere
M'Billi-Assomo kam im Alter von sieben Jahren von Kamerun nach Frankreich, wo sein Stiefvater beruflich tätig gewesen ist. Im Alter von 15 Jahren begann er in Montargis mit dem Boxsport und wechselte später nach Saint-Nazaire, wo er von Stéphane Cazeaux trainiert wurde. In seiner folgenden Amateurkarriere bestritt er 86 Kämpfe, von denen er 72 gewann. Er boxte im Mittelgewicht und bestritt seinen letzten Amateurkampf am 3. Dezember 2016.
2013 gewann er mit fünf Siegen die Jugend-Europameisterschaft in Rotterdam und 2014 mit Siegen gegen Salvatore Cavallaro, Danny Dignum, Victor Corobcevschii und Michael O’Reilly auch die EU-Meisterschaft in Sofia. Darüber hinaus konnte er 2014 auch das Gee-Bee Tournament in Finnland und den Chemiepokal in Deutschland gewinnen. Er siegte dabei unter anderem gegen Schänibek Älimchanuly, Anthony Fowler und Maxim Koptjakow.
2015 wurde er Französischer Meister und startete jeweils bei den Europaspielen in Baku, der Europameisterschaft in Samokow sowie der Weltmeisterschaft in Doha, wobei er jeweils im Achtelfinale gegen Xaybula Musalov, Salvatore Cavallaro bzw. Bektemir Meliqoʻziyev ausschied.
In der Saison 2015/16 boxte er für das Team Puerto Rico Hurricanes in der World Series of Boxing (WSB), wo er in drei Kämpfen ungeschlagen blieb, zudem gewann er im April 2016 die europäische Olympiaqualifikation in Samsun. Er besiegte dabei Kamran Şahsuvarlı, Damián Biacho, Ilari Kujala, Anthony Fowler und Zoltán Harcsa. Er konnte daraufhin an den Olympischen Spielen 2016 in Rio de Janeiro teilnehmen und siegte gegen Dmytro Mytrofanow und Marlo Delgado, ehe er im Viertelfinale gegen den späteren Olympiasieger Arlen López unterlag.

## Profikarriere
Im Dezember 2016 wurde er vom kanadischen Promoter Groupe Yvon Michel unter Vertrag genommen, sein Trainer wurde Marc Ramsay. Er gewann im Februar 2017 sein Debüt und wurde am 19. Mai 2018 Jugendweltmeister der WBC im Mittelgewicht, sowie am 12. Oktober 2019 WBC-Francophone-Champion.
Im Anschluss stieg er in das Supermittelgewicht auf und wurde am 23. September 2021 WBC-Continental-Americas-Champion, wobei er den Titel zweimal verteidigen konnte. Am 9. September 2022 gewann er zusätzlich den Titel WBA-International-Champion und verteidigte beide Gürtel am 23. März 2023 gegen Carlos Góngora. Den WBC-Titel verteidigte er zudem anschließend jeweils vorzeitig gegen den US-Amerikaner Demond Nicholson, den Australier Rohan Murdock und den Briten Mark Heffron, sowie einstimmig nach Punkten gegen den Ukrainer Serhij Derewjantschenko.
Am 27. Juni 2025 boxte er um die WBC-Interimsweltmeisterschaft und siegte durch TKO in Runde 1 gegen den Polen Maciej Sulęcki.